# Baron Chatham
Baron Chatham, of Chatham in the County of Kent, war ein erblicher britischer Adelstitel, der je einmal in der Peerage of England und in der Peerage of Great Britain verliehen wurde.

## Verleihung
Der Titel wurde erstmals am 26. November 1705 in der Peerage of England an John Campbell, 2. Duke of Argyll, verliehen, zusammen mit dem übergeordneten Titel Earl of Greenwich. Am 27. April 1719 wurde er in der Peerage of Great Britain auch zum Duke of Greenwich erhoben. Da dieser keine Söhne hatte, erloschen diese drei Titel bei dessen Tod am 4. Oktober 1743.
In zweiter Verleihung wurde der Titel am 4. Dezember 1761 in der Peerage of Great Britain an Lady Hester Pitt, Tochter der Hester Grenville, 1. Countess Temple, verliehen, mit besonderer Erbregelung zugunsten der männlichen Nachkommen aus ihrer Ehe mit dem späteren Premierminister William Pitt dem Älteren. Bei ihrem Tod fiel der Titel an ihren älteren Sohn John, der bereits 1778 beim Tod seines Vaters die 1766 für diesen geschaffenen Titel Earl of Chatham und Viscount Pitt geerbt. Als er am 24. September 1835 kinderlos starb, erloschen alle drei Titel. 

## Liste der Barone Chatham

### Barone Chatham, erste Verleihung (1705)
- John Campbell, 2. Duke of Argyll, 1. Duke of Greenwich, 1. Baron Chatham (1680–1743)

### Barone Chatham, zweite Verleihung (1761)
- Hester Pitt, 1. Baroness Chatham (1720–1803)
- John Pitt, 2. Earl of Chatham, 2. Baron Chatham (1756–1835)